# Прави Срби
Прави Срби (буг. прави сърби, същински сърби) је назив за етничке Србе, који се на бугарском језику користи као иронично име за посрбљене Бугаре у Србији и Југославији. 
У 19. веку, после Другог балканског рата, бугарско становништво, не само у Поморављу, већ и у Вардарској Македонији, проглашено је правим Србима, тј. „старосрбима“, са аргументацијом да је „за време Османског царства заборавила српско порекло, језик и традицију“. 